# Lucidchart
Lucidchart（ルシッドチャート）は、フローチャートなどの作図や資料の作成を行うためのWebベースのソフトウェアである。個人利用のほかチームでの共同作業や外部サービスとの連携にも対応している。    

## 概要
アメリカ、ユタ州に拠点を置くLucid Software Incによってリリースされている。Lucidchartは、HTML5をサポートするブラウザーで動作し、インストールやアップデートの必要はない。

## 沿革
- 2010年（平成22年）- Google AppsMarketplaceに統合。
- 2011年（平成23年）- エンジェル投資家から100万ドルを調達。
- 2018年10月17日（平成30年）- MeritechCapital と ICONIQCapital から7,200万ドルを調達。
- 2020年10月（令和2年） - Lucidsparkコラボレーションワークスペース・ホワイトボードをリリース。